# 週明けクマチャンネル
週明けクマチャンネル（しゅうあけクマチャンネル）は、毎週月曜日10:00-13:00にラジオ関西で放送されている番組である。2019年4月1日にスタートした。

## 概要
2015年4月より当該時間帯で放送される共通レーベル【こちら、海の見える放送局】の月曜日版として放送されてきた『谷五郎のこころにきくラジオ』の番組終了に伴って開始。
神戸を拠点に活動するワタナベフラワーのボーカルであり、赤い衣装を身にまとうクマガイタツロウが、週明けの月曜日を“ブルーマンデー”ならぬ、燃える1週間のスタート“レッドマンデー”に変えていくことをキャッチフレーズとしている番組で、番組名もクマガイの愛称クマちゃんにかけている。
一部コーナーはクマガイが2019年3月まで担当していた『子育て応援プログラム にょっきにょきラジオ!』から引き継がれている。
なお、当番組は番組公式サイトは設けられていないが、番組内での情報がラジオ関西トピックスにまとめられる。

## 出演者
- クマガイタツロウ（ワタナベフラワー） - この番組の前は『子育て応援プログラム にょっきにょきラジオ!』を担当
- 塩田えみ - 午後に放送される『Playlist of Harborland』を掛け持ち。2019年3月まで『桂春蝶のバタフライエフェクト』を担当

## 放送コーナー
10時台
- 10:01頃 - オープニングトーク - 自身にあったことを中心に多岐にわたって話す
- 10:35頃 - ラジオ関西交通情報
- 10:37頃 - ジャパネットたかたラジオショッピング - 「こちら、海の見える放送局」全曜日共通コーナーの一つ。ジャパネットたかた社員との掛け合いで進行

11時台
- 11:00 - ラジオ関西ニュース・ラジオ関西天気情報・ラジオ関西交通情報
- 11:09頃 - パトロールニュース
- 11:11頃 - あ、つけてつけて! - お題となる曲に歌詞をつける
- 11:30頃 - 快適生活ラジオショッピング

12時台
- 12:01 - ランチタイム ニュース - 文化放送制作NRNお昼のネットワークニュース[1]。2020年3月30日より開始。それ以前は自社制作のラジオ関西ニュース。
- 12:07 - ラジオ関西天気情報
- 12:35頃 - クマちゃんの週刊まなびー
- 12:45頃 - 家族川柳

## 外部データ
- ラジオ関西トピックス「ラジトピ」　週明けクマチャンネル
- 週明けクマチャンネル (@kumachannel558) - X（旧Twitter）　番組ハッシュタグは「#クマチャンネル」

| スタブアイコン | サブスタブ | この項目は、まだ閲覧者の調べものの参照としては役立たない、ラジオ番組に関連した書きかけの項目です。この項目を加筆・訂正などしてくださる協力者を求めています（P:ラジオ/PJ:放送番組）。 |